# Dervišský stát
Dervišský stát (somálsky Dawlada Daraawiish, arabsky دولة الدراويش‎, Dawlāt ad-Darāwīsh) byl státní útvar Somálského Dervišského hnutí (somálsky Halgankii Daraawiishta) v rámci jejich protikoloniálního odboje na území somálského regionu Dhulbahante. Byl založen roku 1897 Diiriye Guure a Muhammadem Abdallahem Hassanem, náboženským vůdcem, jenž sjednotil somálské vojáky napříč Africkým rohem do armády známé jako derviši.
Ta umožnila Hassanovi vytvořit silný státní útvar, jenž zabral území nárokované somálskými sultány, Etiopany i evropskými mocnostmi. Dervišský stát se stal známým díky svému odporu proti imperiálním silám Velké Británie a Itálie: dervišským silám se podařilo odrazit čtyři britské expedice a donutily je ustoupit zpět k pobřeží. Díky své pověsti na Blízkém východě a v Evropě byl tak Dervišský stát považován za spojence Osmanské a Německé říše.
Dervišskému státu se podařilo přežít evropský kolonizační závod o Afriku a během první světové války zůstal jedinou nezávislou muslimskou silou na kontinentu. Po čtvrtstoletí odrážení Britů byli dervišové nakonec poraženi v roce 1920.